# Do, Do, Do
Do, Do, Do  ist ein Lied, das George Gershwin (Musik) und Ira Gershwin (Text) verfassten und 1926 veröffentlichten.

## Hintergrund
Die Gershwin-Brüder schrieben Do, Do, Do für die Musikkomödie Oh, Kay!, wo sie von Gertrude Lawrence und Oscar Shaw vorgestellt wurde. Der Song ist in Es-Dur in der Form ABA'C geschrieben; ähnlich wie in den weiteren Songs  aus Oh, Kay! (etwa Clap Yo’ Hands) ist das pentatonische Thema; der melodische Rhythmus besteht aus Viertelnoten mit gelegentlich punktierten Quarten und Viertel- und Achtelnoten auf dem vierten Beat. Der Refrain beginnt mit Do, do, do / What you've done, done, done / before, baby. Auffallend ist das Dreifach-Muster des Liedtexts (I know, know, know what a beau, beau, beau should do) und die exzessive Verwendung des Wortes Baby.

## Erste Aufnahmen und spätere Coverversionen
Zu den ersten Musikern, die den Song ab 1926 aufnahmen, gehörten George Gershwin (Piano solo, November 1926), Gertrude Lawrence (Victor 20331) und Helen Morgan.  Der Diskograf Tom Lord listet im Bereich des Jazz insgesamt 15 (Stand 2015) Coverversionen, u. a. von Benny Carter, Joe Venuti, Cannonball Adderley, The Three Sounds, Dave McKenna und Philippe Combelle. Doris Day und Gordon MacRae sangen das Lied 1950 in dem Film Tea for Two; Gogi Grant war Gesangsdouble für Ann Blyth in The Helen Morgan Story (1957) und Julie Andrews sang Do, Do, Do in der Gertrude-Lawrence-Filmbiografie Star! (1968).